# Hogere Europese Beroepen Opleiding
De Hogere Europese Beroepen Opleiding (HEBO) is een hbo-opleiding (hbo-bachelor opleiding) in Nederland waar studenten kennis op kunnen doen van communicatie, economie, recht en Europese historische achtergronden. 
De studie wordt ook wel European Studies (Engels voor Europese studie) genoemd, veelal wordt hiermee de Engelstalige variant van de opleiding bedoeld. De Engelstalige opleiding (HEBO-3) is een driejarige opleiding die door iedereen met een vwo-diploma (met 1,2 taal en minimaal economie-1 in het vakkenpakket) of hbo-propedeuse kan worden gevolgd. 
De Nederlandstalige opleiding (HEBO-4) duurt vier jaar en voor deze opleiding is een havo-diploma (met 1,2 taal en minimaal economie-1 in het vakkenpakket) vereist. Ook kan men met een MBO-diploma niveau 4 en een vreemde taal terecht. Tijdens de opleiding moet in de hoofdfase een specialisatie worden gekozen: Bestuur & Beleid of Privaat Management.

## Scholen
De opleiding wordt bij de volgende instanties aangeboden:
- De Haagse Hogeschool (instroom: ~350 studenten)
- Hogeschool Zuyd (locatie Maastricht) (instroom: ~112 studenten)
- NHL Hogeschool (instroom: ~50 studenten )
- Nederlands Talen Instituut (NTI).

## Vakken
De taal Engels is altijd verplicht. Daarnaast kiest men in het eerste jaar nog twee talen.
O.a. de volgende vakken worden op de HEBO gedoceerd:
- Europakunde
- Interculturele communicatie
- Nederlands Recht (onderverdeeld in verschillende vakken naar rechtsgebieden)
- European Business
- Marketing
- Zakelijke communicatie
- Introduction to communication
- Statistiek met SPSS
- Inleiding economie
- Mondeling presenteren
- European Law
- Politics
- Moderne vreemde talen
  - Duits
  - Engels (altijd verplicht)
  - Frans
  - Italiaans (alleen Haagse Hogeschool)
  - Spaans
  - Russisch (alleen Haagse Hogeschool)

## Europees Referentiekader
De talen worden altijd afgerond volgens het Gemeenschappelijk Europees referentiekader en met een  Europees taalportfolio.
- Engels, alle vaardigheden minimaal C1
- Duits, spreken en luisteren B2, lezen en schrijven B1
- Frans, spreken en luisteren B2, lezen en schrijven B1
- Spaans, spreken en luisteren B1, lezen en schrijven B1